# Copa do Presidente da Coreia do Sul
A Copa do Presidente da Coreia do Sul, também conhecida como President Cup e Mundialito President Cup, era uma competição internacional organizada pela Federação Sul-coreana de Futebol que reunia clubes e seleções de todo o mundo a fim de dinamizar o futebol asiático.
Foram realizadas 20 edições entre 1971 e 1993. A partir de 1995 até 1999 a competição passou a se chamar Copa da Coreia

## Campeões do Ano
| Ano           | Campeão                                                               | Placar                                                                | Vice-campeão                                                          | 3o Lugar                                                              | Placr                                                                 | 4o Lugar                                                              |
| ------------- | --------------------------------------------------------------------- | --------------------------------------------------------------------- | --------------------------------------------------------------------- | --------------------------------------------------------------------- | --------------------------------------------------------------------- | --------------------------------------------------------------------- |
| 1971 Detalhes | Coreia do Sul Birmânia                                                | 0 - 0 (Pro.                                                           |                                                                       | Indonésia                                                             | 4 - 2                                                                 | Malásia                                                               |
| 1972 Detalhes | Birmânia                                                              | 3 - 1                                                                 | Indonésia                                                             | Coreia do Sul                                                         | 1 - 0                                                                 | Malásia                                                               |
| 1973 Detalhes | Birmânia Republica Khmer                                              | 0 - 0 Pro.                                                            |                                                                       | Coreia do Sul                                                         | 2 - 0                                                                 | Malásia                                                               |
| 1974 Detalhes | Coreia do Sul                                                         | 7 - 1                                                                 | PSMS Medan                                                            | Birmânia                                                              | 6 - 0                                                                 | Republica Khmer                                                       |
| 1975 Detalhes | Coreia do Sul                                                         | 1 - 0                                                                 | Birmânia                                                              | Homa                                                                  | 3 - 0                                                                 | Japão B                                                               |
| 1976 Detalhes | Coreia do Sul São Paulo Sub-21                                        | 0 - 0                                                                 |                                                                       | Coreia do Sul B                                                       | 1 - 0                                                                 | Nova Zelândia                                                         |
| 1977 Detalhes | São Paulo Sub-21                                                      | 1 - 0                                                                 | Coreia do Sul                                                         | Malásia Tailândia                                                     |                                                                       |                                                                       |
| 1978 Detalhes | Coreia do Sul                                                         | 6 - 2                                                                 | Washington Diplomats                                                  | Coreia do Sul B                                                       | 2 - 1                                                                 | FAR Rabat                                                             |
| 1979 Detalhes | Vitória                                                               | 2 - 1 Pro.                                                            | Coreia do Sul                                                         | Bahrein                                                               | 1 - 0                                                                 | Coreia do Sul B                                                       |
| 1980 Detalhes | Coreia do Sul                                                         | 2 - 0                                                                 | Indonésia                                                             | Coreia do Sul B                                                       | Pontos                                                                | Tailândia                                                             |
| 1981 Detalhes | Coreia do Sul Racing Córdoba                                          | 2 - 2                                                                 |                                                                       | Vitória                                                               | 1 - 0                                                                 | Danubio                                                               |
| 1982 Detalhes | Coreia do Sul Operário                                                | 0 - 0                                                                 |                                                                       | PSV Eindhoven                                                         | 5 - 0                                                                 | Hallelujah                                                            |
| 1983 Detalhes | PSV Eindhoven                                                         | 3 - 2                                                                 | Coreia do Sul                                                         | Gana                                                                  | 5 - 0                                                                 | Estados Unidos (Olímpico)                                             |
| 1984 Detalhes | Bangu                                                                 | 2 - 1                                                                 | Hallelujah                                                            | Coreia do Sul                                                         | 2 - 1                                                                 | Bayer Leverkusen                                                      |
| 1985 Detalhes | Coreia do Sul                                                         | 1 - 0                                                                 | Coreia do Sul (Olímpico)                                              | Bangu                                                                 | 1 - 1 (Pro (4 - 3 Pen.                                                | Iraque B                                                              |
| 1986          | Não disputado devido a realização dos Jogos Asiáticos de 1986 em Seul | Não disputado devido a realização dos Jogos Asiáticos de 1986 em Seul | Não disputado devido a realização dos Jogos Asiáticos de 1986 em Seul | Não disputado devido a realização dos Jogos Asiáticos de 1986 em Seul | Não disputado devido a realização dos Jogos Asiáticos de 1986 em Seul | Não disputado devido a realização dos Jogos Asiáticos de 1986 em Seul |
| 1987 Detalhes | Coreia do Sul                                                         | 0 - 0 (Pro) (4 - 3 Pen.                                               | Austrália                                                             | Coreia do Sul B Egito                                                 |                                                                       |                                                                       |
| 1988 Detalhes | Campeonato Tchecoslovaco XI                                           | 2 - 1                                                                 | União Soviética B                                                     | Coreia do Sul                                                         | 3 - 2                                                                 | Iwuanyanwu Nationale                                                  |
| 1989 Detalhes | Campeonato Tchecoslovaco XI                                           | Pontos                                                                | Brøndby                                                               | Coreia do Sul                                                         | Pontos                                                                | Benfica                                                               |
| 1990          | não realizado                                                         | não realizado                                                         | não realizado                                                         | não realizado                                                         | não realizado                                                         | não realizado                                                         |
| 1991 Detalhes | Coreia do Sul                                                         | 2 - 0                                                                 | Egito                                                                 | Austrália União Soviética B                                           | Pontos                                                                |                                                                       |
| 1992          | não realizado                                                         | não realizado                                                         | não realizado                                                         | não realizado                                                         | não realizado                                                         | não realizado                                                         |
| 1993 Detalhes | Egito                                                                 | 1 - 0                                                                 | Coreia do Sul                                                         | Campeonato Checo XI Campeonato Romeno XI                              | Pontos                                                                |                                                                       |
| 1994          | não realizado                                                         | não realizado                                                         | não realizado                                                         | não realizado                                                         | não realizado                                                         | não realizado                                                         |
| 1995 Detalhes | Equador                                                               | 1 - 0                                                                 | Zâmbia                                                                | Coreia do Sul Costa Rica                                              | Pontos                                                                |                                                                       |
| 1996          | não realizado                                                         | não realizado                                                         | não realizado                                                         | não realizado                                                         | não realizado                                                         | não realizado                                                         |
| 1997 Detalhes | Coreia do Sul                                                         | Pontos                                                                | Iugoslávia                                                            | Egito                                                                 | Pontos                                                                | Gana                                                                  |
| 1998          | não realizado                                                         | não realizado                                                         | não realizado                                                         | não realizado                                                         | não realizado                                                         | não realizado                                                         |
| 1999 Detalhes | Croácia                                                               | Pontos                                                                | México                                                                | Coreia do Sul                                                         | Pontos                                                                | Egito                                                                 |

## Lista de campeões
| Pais            | Time ou Seleção            | Número de Títulos | Ano(s)                                                                      |
| --------------- | -------------------------- | ----------------- | --------------------------------------------------------------------------- |
| Coreia do Sul   | Seleção da Coreia do Sul   | 12                | 1971+, 1974, 1975, 1976+, 1978, 1980, 1981+, 1982+, 1985, 1987, 1991 e 1997 |
| Myanmar         | Seleção de Mianmar         | 3                 | 1971+, 1972 e 1973+                                                         |
| Brasil          | Seleção Paulista           | 2                 | 1976+ e 1977                                                                |
| República Checa | Seleção da Tchecoslováquia | 2                 | 1988 e 1989                                                                 |
| Camboja         | Seleção do Cambodja        | 1                 | 1973+                                                                       |
| Brasil          | Vitória-ES                 | 1                 | 1979                                                                        |
| Argentina       | Racing de Córdoba          | 1                 | 1981+                                                                       |
| Brasil          | Operário-MS                | 1                 | 1982+                                                                       |
| Países Baixos   | PSV Eindhoven              | 1                 | 1983                                                                        |
| Brasil          | Bangu                      | 1                 | 1984                                                                        |
| Egito           | Seleção do Egito           | 1                 | 1993                                                                        |
| Equador         | Seleção do Equador         | 1                 | 1995                                                                        |
| Croácia         | Seleção Croata             | 1                 | 1999                                                                        |

+ Título dividido (em 1971, 1973, 1976, 1981 e 1982)

## Campeões Brasileiros
| Estado | Clube            | Número de Títulos | Anos(s)      |
| ------ | ---------------- | ----------------- | ------------ |
| SP     | Seleção Paulista | 2                 | 1976+ e 1977 |
| ES     | Vitória          | 1                 | 1979         |
| MS     | Operário         | 1                 | 1982+        |
| RJ     | Bangu            | 1                 | 1984         |

+ Título dividido